# Франклін (округ Манітовок, Вісконсин)
Франклін (англ. Franklin) — місто (англ. town) в США, в окрузі Манітовок штату Вісконсин. Населення — 1264 особи (2010).

## Демографія
Згідно з переписом 2010 року, у місті мешкали 1264 особи в 506 домогосподарствах у складі 365 родин. Було 537 помешкань
Расовий склад населення:
| - 99,3 % — білих - 0,2 % — корінних американців - 0,2 % — азіатів - 0,1 % — чорних або афроамериканців |

До двох чи більше рас належало 0,2 %. Частка іспаномовних становила 0,2 % від усіх жителів.
За віковим діапазоном населення розподілялося таким чином: 21,1 % — особи молодші 18 років, 67,2 % — особи у віці 18—64 років, 11,7 % — особи у віці 65 років та старші. Медіана віку мешканця становила 45,3 року. На 100 осіб жіночої статі у місті припадало 116,1 чоловіків; на 100 жінок у віці від 18 років та старших — 120,1 чоловіків також старших 18 років.
Середній дохід на одне домашнє господарство становив 72 247 доларів США (медіана — 56 179), а середній дохід на одну сім'ю — 78 306 доларів (медіана — 66 250). Медіана доходів становила 45 078 доларів для чоловіків та 42 222 долари для жінок. За межею бідності перебувало 4,5 % осіб, у тому числі 0,0 % дітей у віці до 18 років та 5,5 % осіб у віці 65 років та старших.
Цивільне працевлаштоване населення становило 635 осіб. Основні галузі зайнятості: виробництво — 25,8 %, будівництво — 14,6 %, освіта, охорона здоров'я та соціальна допомога — 14,0 %.